# L'amor carnale
| Recensione | Giudizio |
| ---------- | -------- |
| AllMusic   | [ 2 ]    |

L'amor carnale è il primo EP del gruppo musicale italiano The Bastard Sons of Dioniso, pubblicato il 24 aprile 2009.

## Descrizione
Il disco è stato pubblicato dall'etichetta discografica Sony Music e prodotto da Gaudi. Si è subito piazzato alla quarta posizione della classifica FIMI, superando il vincitore di X Factor Matteo Becucci.
Questo disco è il risultato della notorietà ottenuta grazie alla seconda edizione del talent show X Factor. Hanno infatti partecipato a tutta la trasmissione riscuotendo un enorme successo e si sono classificati secondi.
All'interno dell'album sono presenti tre cover presentate in diretta dai TBSOD, ovvero Just Can't Get Enough dei Depeche Mode, Contessa dei Decibel e Ragazzo di strada.
Dal sito ufficiale del gruppo l'Ep raggiunge in poche settimane le 35,000 copie conquistando il loro primo disco d'oro.

## Tracce
1. L'amor carnale – 2:57
2. Contessa – 2:37
3. Ragazzo di strada – 1:52
4. Just Can't Get Enough – 3:27
5. Che colpa abbiamo noi – 1:57
6. Wednesday Was – 1:15